# 안나 폴릿콥스카야

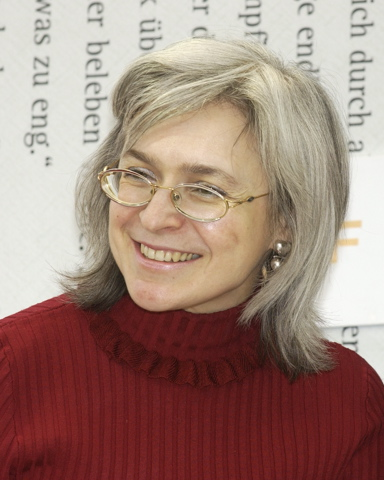
안나 폴릿콥스카야, 2005년

안나 스테파노브나 폴릿콥스카야(러시아어: Анна Степановна Политковская, 우크라이나어: Ганна Степанівна Політковська 한나 스테파니우나 폴릿코우스카[*], 혼전 성씨: 마제파(Мазепа), 1958년 8월 30일 ~ 2006년 10월 7일)는 러시아의 기자이자, 인권 운동가였다. 폴릿콥스카야는 생전 체첸 분쟁에 관련된 취재로 이름이 높았으며, 2006년 10월, 러시아 모스크바의 자택을 나서던 중 괴한의 총격으로 사망했다.

## 생애
폴릿콥스카야는 1958년 8월 30일 미국 뉴욕에서 태어났다. 그녀의 부모는 소련의 우크라이나인 외교관이었으며, 그녀는 어린 시절을 소비에트 연방 모스크바에서 보냈다. 1980년 모스크바 대학교 언론학부를 졸업했다. 이후 소련 정부의 기관지였던 《이즈베스티야》에서 1982년부터 1993년까지 일한 뒤, 이후 1999년부터 죽을 때까지 《노바야 가제타》에 칼럼 형식의 기사를 실었다.
그녀는 기자 시절 체첸 공화국에서 러시아군에 의한 주민 학살이나 폭력 등 체첸 주민들의 인권 실태를 고발하는 기사를 자주 실었다. 이 때문에 그녀는 체첸에서 취재 도중 러시아 군인들에 의해 연행당해 고위 장교로부터 협박을 받았다. 그녀는 또한 당시 러시아 대통령이었던 블라디미르 푸틴을 비판하기도 했으며, 이 때문에 러시아 정부로부터 정치적인 압력을 받았다.
또한 2002년에 일어난 모스크바 극장 인질극의 주요 협상자 중 한 명으로 참여하였다.

## 죽음
2006년 10월 7일, 폴릿콥스카야는 집을 나서던 중 엘리베이터에서 괴한의 총격을 받아 사망했다. 러시아 사법 당국에서는 이 사건의 범인을 찾을 수 없다고 발표하였으나, 일부에서는 평소 그녀를 눈엣가시처럼 보고 있던 푸틴 정권에서 이를 제거한 것이라는 소문이 돌았다. 서방 국가들은 러시아 정부에 조속히 수사에 나설 것을 촉구하였고, 러시아에서는 이들 암살범에 대한 재판 중 러시아 연방보안국이 개입되어 있다는 주장이 나오기도 하였으나, 별다른 증거가 없어 채택되지 않았다.
2011년 6월 31일, 러시아 정부는 안나 폴릿콥스카야의 살해 용의자인 루스탐 마흐무도프를 체포해 모스크바로 압송했다고 발표했다.

## 같이 보기
- 알렉산드르 리트비넨코
- 푸틴주의